# Dima moraveci
Dima moraveci (лат.) — вид жуков-щелкунов (Elateridae) из подсемейства Dendrometrinae.

## Распространение
Встречается в Южной Европе: Албания (Skhodër, Mt. Cukalit, 1300 м).

## Описание
Отличается от других близких видов рода Dima комбинацией следующих признаков: широкое коренастое тело, широкий и блестящий пронотум с очень тонкими пунктурами и коротким опушениме, скутеллюм широкий и угловатый. Принадлежит к группе видов с более выпуклым субовальным телом и блестящими интервалами на надкрыльях с редкими разбросанными тонкими щетинками. Сходен с видом Dima elateroides.
Основная окраска тела коричневая. Вид был впервые описан в 2008 году немецким колеоптерологом Р. Шиммелем (Rainer Schimmel) и его итальянским коллегой Дж. Платиа (Giuseppe Platia), а его валидный статус подтверждён в ходе ревизии, проведённой в 2017 году энтомологами из Чехии (Josef Mertlik, Robin Kundrata) и Венгрии (Tamás Németh).